# حلقهٔ رخداد
حلقهٔ رخداد (به انگلیسی: Event Loop) یا حلقه رویداد یک مکانیسم بنیادین در برنامه‌نویسی غیرهم‌زمان است که وظیفهٔ مدیریت رخدادها و اجرای کد در زمان مناسب را بر عهده دارد. این ساختار به زبان‌های برنامه‌نویسی مانند جاوااسکریپت، پایتون و محیط‌های اجرایی مانند نود جی‌اس اجازه می‌دهد عملیات I/O و سایر وظایف را بدون مسدود کردن اجرای ریسه (Thread) اصلی مدیریت کنند. برنامه نویسی رویدادمحور بر پایه حلقه رخداد استوار است.

## عملکرد حلقهٔ رخداد
حلقهٔ رخداد به‌طور مداوم وضعیت برنامه را پایش می‌کند و رخدادها را به ترتیب پردازش می‌کند. مراحل عملکرد شامل موارد زیر است:  
- صف رویدادها (Event Queue): رخدادها و وظایف آماده به اجرا در این صف قرار می‌گیرند.
- پشته فراخوانی (Call Stack): وظایف هم‌زمان در پشتهٔ فراخوانی اجرا می‌شوند.
- فراخوان‌ها (Callbacks): توابعی که پس از تکمیل یک عملیات غیرهم‌زمان اجرا می‌شوند.

زمانی که پشتهٔ فراخوانی خالی می‌شود، حلقهٔ رخداد یک وظیفه از صف رویدادها را انتخاب و اجرا می‌کند. این فرآیند به‌طور پیوسته ادامه پیدا می‌کند.

## پیام‌رسانی در حلقه رخداد
در مدل حلقهٔ رخداد، پیام‌ها از صف پیام‌ها (Message Queue) به برنامه منتقل می‌شوند. هر پیام شامل اطلاعات مربوط به یک رویداد خاص است. حلقه رخداد این پیام‌ها را به ترتیب دریافت و تابع مربوطه را اجرا می‌کند.

## کاربردها
- رابط‌های کاربری گرافیکی (GUI): حلقهٔ رخداد مسئول مدیریت تعاملات کاربر، مانند کلیک‌ها و ورودی صفحه‌کلید است.
- سرورها: حلقهٔ رخداد در سرورهای وب مانند نود.جی‌اس برای مدیریت تعداد زیادی از درخواست‌های ورودی و پاسخ‌گویی به آن‌ها به کار می‌رود.
- سیستم‌عامل‌ها: بسیاری از سیستم‌عامل‌ها مانند ویندوز و مک‌اواس از حلقه رخداد برای مدیریت رویدادها استفاده می‌کنند.

## طراحی حلقه رخداد در یونیکس
در سیستم‌عامل یونیکس، تمامی عملیات ورودی/خروجی بر اساس فایل‌ها و شناسه‌های فایل (File Descriptors) انجام می‌شود. توابعی مانند select() و poll() برای پایش وضعیت فایل‌ها و ورودی/خروجی‌ها به کار می‌روند.

### مدیریت سیگنال‌ها در یونیکس
سیگنال‌ها در یونیکس به‌طور پیش‌فرض با حلقه رخداد همخوانی ندارند. برای مدیریت سیگنال‌ها، از روش‌هایی مانند فراخوانی pselect() یا تکنیک «self-pipe» استفاده می‌شود.

## مزایا
- کارایی بالا: حلقهٔ رخداد امکان اجرای وظایف غیرهم‌زمان را بدون نیاز به ایجاد چندین ریسمان مستقل فراهم می‌کند. این امر مصرف حافظه را کاهش داده و کارایی برنامه را افزایش می‌دهد.
- پاسخ‌گویی سریع: در برنامه‌های گرافیکی یا تعاملی، حلقهٔ رخداد به کاربر اجازه می‌دهد در کوتاه‌ترین زمان ممکن پاسخ دریافت کند.
- مدیریت منابع: استفاده بهینه از منابع پردازشی به دلیل نبود سربار همگام‌سازی ریسه‌ها (Threads).

## محدودیت‌ها
- مسدود شدن حلقه رخداد: اجرای وظایف سنگین و محاسباتی ممکن است باعث مسدود شدن حلقهٔ رخداد شود و کارایی برنامه را کاهش دهد. در این حالت، استفاده از رایانش هم‌زمان (Parallel Processing) ضروری است.
- پیچیدگی مدیریت رخدادها: در برنامه‌های بزرگ، مدیریت رخدادها و فراخوان‌ها پیچیده شده و ممکن است به کد غیرقابل نگهداری منجر شود.
- محدودیت تک‌نخی بودن: زبان‌هایی مانند جاوااسکریپت به دلیل مدل تک‌ریسه‌ای(Single Thread) خود، محدودیت‌هایی در اجرای وظایف هم‌زمان دارند.

## پیاده‌سازی در زبان‌ها و سیستم‌ها
- جاوااسکریپت: حلقهٔ رخداد در جاوااسکریپت برای مدیریت عملیات غیرهم‌زمان مانند AJAX و رویدادهای کاربری استفاده می‌شود.
- پایتون: در پایتون، کتابخانهٔ Asyncio پیاده‌سازی حلقهٔ رخداد را برای مدیریت وظایف غیرهم‌زمان ارائه می‌کند.
- نود.جی‌اس: در نود.جی‌اس، حلقه رخداد با استفاده از کتابخانهٔ Libuv پیاده‌سازی شده و وظایف I/O را به‌طور کارآمد مدیریت می‌کند.
- سیستم‌عامل ویندوز: حلقهٔ پیام‌ها برای مدیریت تعاملات کاربر در ویندوز استفاده می‌شود.
- مک‌اواس: در سیستم‌عامل مک‌اواس، Core Foundation برای مدیریت حلقه رخداد به کار می‌رود.